# Carl Christian Förster
Carl Christian Förster, schrieb sich zuletzt Carol Christian Förster, (* 21. Dezember 1618 in Altenburg; † 23. August 1695 in Zeitz) war ein deutscher Beamter. Er war von 1661 bis 1671 hochfürstlich-sachsen-naumburgischer Oberamtmann der Ämter Schleusingen, Suhl, Kühndorf und Benshausen. Seine offizielle Einweisung in das bedeutende Verwaltungsamt in einem Teil der gefürsteten Grafschaft Henneberg fand am 24. Mai 1661 durch den damit beauftragten Rat und verordneten Kommissar Dr. Christian Günther Förster aus Meiningen statt. Gleichzeitig war er kur- und fürstlich-sächsischer gemeinschaftlicher Landrentmeister in der Grafschaft Henneberg.
Nach zehn Jahren erfolgreicher Tätigkeit in Schleusingen wurde er an den Hof des Herzogs Moritz von Sachsen-Zeitz nach Zeitz als fürstlich-sachsen-naumburgischer Hof-, Justiz- und Kammerrat berufen. Dort ist er mindestens bis November 1694 nachweisbar.
Carl Christian Förster war der Sohn von Elias Förster, J.U.D., Comes Palatinus Caesareus, auch fürstlich-sächsischer Rat und Kanzler zu Altenburg, der mit Maria, der Witwe von Volckmar Scherer, fürstlich-sächsischer Kanzler zu Coburg, und Tochter von Johann Freund, kursächsischer Stiftskanzler zu Naumburg und Zeitz, später Kanzler zu Merseburg, verheiratet gewesen ist.
Er heiratete Margaretha, die jüngste Tochter von Johann Reichard, fürstlich-sachsen-altenburgischer Kammerrat und Obersteuereinnehmer. Aus dieser Ehe ging der Sohn Lic. Johann Nicolaus Förster hervor, der am 28. Januar 1658 in Schleusingen geboren wurde. Ab 1677 besuchte dieser die Stiftsschule in Zeitz und ab 1678 die Universität Leipzig, wo er Philosophie und Rechtswissenschaften studierte. Aufgrund der 1680 begonnenen Krise an der Universität, holte Carl Christian seinen Sohn von der Universität im Juli d. J. nach Zeitz zurück. Ab Oktober 1680 setzte er sein Studium an der Universität Altdorf bis 1682 fort. Er schloss das Studium als Lizenziat der Rechte am 8. März 1683 ab. Noch im gleichen Monat trat er eine Studienreise an. Von Altdorf reiste er über Regensburg und Ingolstadt nach München, Augsburg, Ulm, Tübingen bis Straßburg. Von dort aus begab er sich im Mai 1683 in die französische Hauptstadt Paris, um die französische Sprache zu erlernen. Nach kurzer schwerer Krankheit verstarb Johann Nicolaus Förster am 23. März 1684 in Paris. Die vom dänischen Hofprediger Hector Gottfried Masius, späterer Theologieprofessor in Paris und damals als Gesandter in Paris, gehaltene Leichenpredigt erschien bei Friedemann Hetstädt in Zeitz in Druck.